# Carlo Cherubini (artista)
Carlo Cherubini (Ancona, 1897 – Venezia, 1978) è stato un pittore italiano.

## Biografia
Carlo Cherubini nasce ad Ancona il 27 luglio 1897 da Giuseppe Cherubini, anche lui pittore, morto nel 1960, del quale ebbe a fare alcuni ritratti, e Adelia Ceroni. È il primogenito di quattro fratelli. Si trasferisce ancora bambino con la famiglia a Venezia e abita in campo Santo Stefano al piano nobile di Palazzo Pisani. Frequenta il liceo classico e, da studente, compie un viaggio significativo in Germania. Ebbe, dal matrimonio con Marie Rose Catalan, francese, due figli, Claudia nel 1933 e Giancarlo nel 1943. 
Pittore di riconosciute qualità artistiche, partecipò a Venezia (città nella quale si era trasferito con tutta la famiglia) prima all'ottava mostra collettiva di Ca' Pesaro (1913) e poi l'anno seguente alla Biennale di Venezia, presentando l'opera "Bambino pensoso" (fu l'artista più giovane ad esporre). Partecipò successivamente ad altre tre edizioni della Biennale di Venezia nel 1922, 1924 e 1926.. 
Carlo Cherubini, nelle opere prodotte dal 1911 al 1920 si firmava "Car Cher". 
Fu a Parigi nel 1927, dove decorò il Lido des Camps Elysées. Nel 1929 presso la Galerie de la Renaissance della capitale francese venne organizzata una sua personale. Nel 1930 ricevette la Mention Honorable e nel 1932 la Medaille d'Argent. A Parigi dipinse inoltre l'opera Si jeunesse s'Avait.e il ritratto di Gorge de la Fouchardière. 
Nel 1933 fu a New York, dove dipinse per il Lido Club di Long Island.
Nel 1937 espose a Pittsburgh. 
Nel 1940 è a Venezia dove, tra l'altro, esegue una decorazione al ristorante Al Colombo. 
Soggetti riconoscibili e caratteristici della produzione artistica del Cherubini sono nudo femminile, figure in maschera e paesaggio veneziano, anche la stesura pittorica vibrante, luminosa caratterizzata da colori vivaci è di particolare suggestione e identificativa del pittore [cit. Vincenzo Lovato]
Diverse le mostre a lui dedicate in tempi recenti: risale al 2012 la mostra Carlo Cherubini. Un pittore veneziano a Parigi alla Galleria Nuova Arcadia di Padova, mentre nel 2015 a Scorzè, Villa Orsini, ebbe luogo la mostra Carlo Cherubini. Un pittore veneziano a Parigi. Nel 2011 venne pubblicato un catalogo delle sue opere, dal titolo Carlo Cherubini a cura di Guido Moro e Michele Rovoletto. In Pittori veneti del '900, Michele Barbon considera Cherubini tra quei pittori che hanno attinto dalla lezione della scuola di Ca' Pesaro e Burano, insieme a Nemo Mori, Marco Novati, Fioravante Seibezzi e Luigi Scarpa Croce.
In 'Pittori veneti del '900', Michele Barbon considera Cherubini tra quei pittori che hanno attinto dalla lezione della scuola di Ca' Pesaro e Burano, insieme a Nemo Mori, Marco Novati, Fioravante Seibezzi e Luigi Scarpa Croce.
I dipinti di Carlo Cherubini si trovano nella Pinacoteca di Ascoli Piceno e nella Galleria d'Arte Moderna Marangoni di Udine, oltreché in numerosissime collezioni private nazionali e internazionali, 